# Сірчана пробка

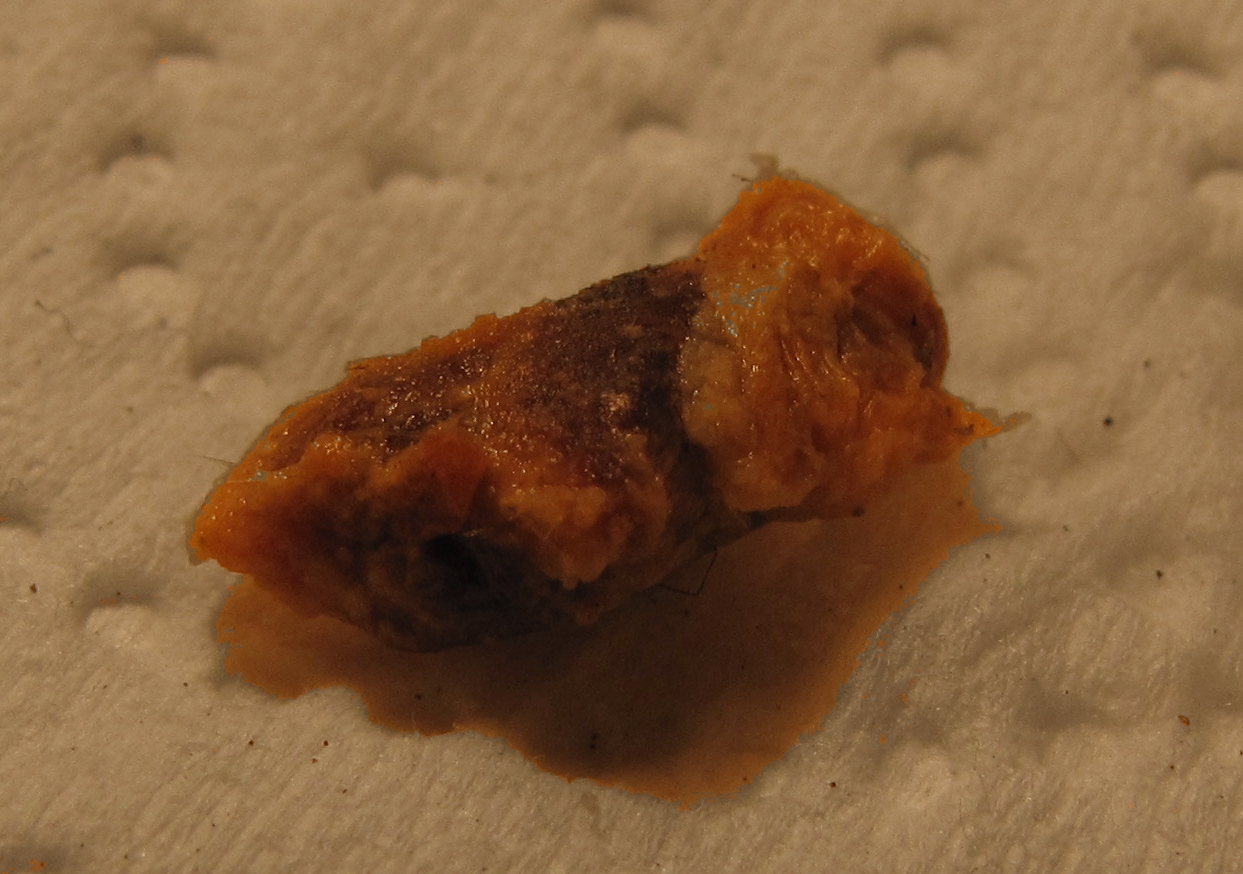
сірчана пробка

Сірчана пробка (лат. caerūmen) — стан, при якому внаслідок збільшення кількості і ущільнення вушної сірки сталося обтурування зовнішнього слухового проходу.
Утворення вушної сірки — це нормальний фізіологічний процес. Вушна сірка — речовина, що секретується сірчаними або церумінозними залозами, розташованими у хрящовому відділі зовнішнього слухового проходу. Це суміш секрету сірчаних, сальних залоз і злущеного епітелію. В її склад в основному входять жири, білки, насичені і ненасичені довголанцюгові жирні кислоти, холестерин і мінеральні солі, а також речовини, що володіють антибактеріальною дією: лізоцим та імуноглобуліни. Вушна сірка забезпечує нормальне функціонування органу слуху за рахунок його очищення, зволоження і захисту від негативного впливу екзогенних фізико-хімічних та біологічних факторів. У нормі вушна сірка видаляється мимовільно при рухах скронево-нижньощелепного суглоба при розмові, жуванні і т. д. Однак спостерігається формування сірчаної пробки при очищенні з профілактичною метою вуха ватяними паличками. Вони видаляють частину сірки, але при цьому велика частина переміщується ближче до барабанної перетинки, а також вона ущільнюється, що власне і є причиною виникнення сірчаної пробки в даному випадку.
Сірчана пробка розвивається при скупченні вушної сірки в кістковій частині зовнішнього слухового проходу, в безпосередній близькості до барабанної перетинки, звідки неможливе її природне видалення. До цього призводять стани, що порушують процес самоочищення зовнішнього слухового проходу (наприклад, отит, дерматит, екзема), надмірне утворення вушної сірки та некоректний гігієнічний догляд. До факторів, що сприяють виникненню сірчаної пробки, відносяться:
- особливості анатомічної будови зовнішнього слухового проходу (вузький, звивистий);
- щільний ріст волосся в слуховому каналі;
- літній вік;
- робота, пов'язана із зміною характеристик зовнішнього середовища (підвищена температура або вологість, підвищений або знижений атмосферний тиск та ін);
- робота, пов'язана з пилом (цементний або борошняний пил, піскострумні роботи та ін.);

При використанні слухового апарату або навушників і телефонних гарнітур також збільшується ризик утворення сірчаної пробки внаслідок постійного роздратування зовнішнього слухового проходу і порушення видалення вушної сірки. Найбільш часта причина утворення сірчаної пробки — неправильний гігієнічний догляд, необґрунтовано часте й неправильне використання ватних паличок та інших підручних засобів (сірника, шпильки тощо) з профілактичною метою. Видалення вушної сірки при туалеті вушної раковини повинно проводитися тільки навколо входу в слуховий прохід. Якщо ватяна паличка вводиться глибше, відбувається подразнення і травмування шкіри слухового проходу, зміщення сірки вглиб до барабанної перетинки, і «втоптування» її. Надалі відбувається ущільнення вушної сірки і утворення пробки. Введення ватної палички вглиб слухового проходу небезпечно тим, що може стати причиною пошкодження барабанної перетинки.
В залежності від консистенції сірчаної пробки виділяють:
- М'які:
  - пастоподібні: пофарбовані в світло-жовтий або темно-жовтий колір і мають м'яку, помірно текучу консистенцію, що нагадує свіжий мед;
  - пластиліноподібіні: пофарбовані в різні відтінки (від найсвітлішого до темного) коричневого кольору і мають в'язку, але податливу консистенцію;
- Сухі: пофарбовані в темно-коричневий або чорний колір і мають тверду і щільну консистенцію.

У людей монголоїдної раси і корінних американців частіше відзначається сухий тип вушної сірки, у представників європеоїдної та негроїдної раси частіше зустрічається м'який тип. Передбачається, що тип вушної сірки генетично зумовлений, і ген, відповідальний за це, міститься в хромосомі 16 (16q11.2-16q12.1).
Консистенція пробки також залежить від часу її перебування в слуховому проході. Первинно будь-яка пробка має пастоподібну консистенцію. Чим довше пробка перебуває у слуховому проході, тим щільнішою вона стає. Сірчана пробка може перебувати в зовнішньому слуховому проході одного або обох вух, закупорюючи його просвіт повністю або частково.

## Клінічні прояви
Сірчана пробка може довго існувати безсимптомно, поки не перекриє повністю просвіт зовнішнього слухового проходу. Зазвичай це відбувається при попаданні в вухо води, в результаті чого сірка набухає. Клінічно це проявляється у вигляді зниження гостроти слуху, виникнення відчуття закладеності, дзвону/гулу/шуму у вусі, в деяких випадках — біль у слуховому проході. Якщо пробка тисне на барабанну перетинку, можуть з'являтися такі рефлекторні симптоми, як головний біль, запаморочення, нудота, кашель, іноді порушення серцевої діяльності. У таких випадках потрібно звернутися до лікаря, оскільки тривалий контакт сірчаної пробки з барабанною перетинкою може призвести до розвитку запалення середнього вуха.

## Лікування
Лікування сірчаної пробки полягає у її видаленні. Існує два методи видалення сірчаних пробок: фізичне, або механічне видалення і розчинення. Іноді обидва методи застосовуються в комбінації .
Механічне видалення включає в себе:
- промивання: якщо сірчана пробка м'якої консистенції, її видаляють, вимиваючи теплою водою або фізіологічним розчином, використовуючи шприц Жане. Під напором води сірка вимивається з вушного проходу.
- аспірація: у ряді випадків сірчані маси можуть бути аспірировані з допомогою електровідсмоктувача. Проте дана методика можлива виключно при досить м'якій консистенції сірчаних мас [6].
- кюретаж: сухе видалення сірчаної пробки за допомогою спеціального вушного зонда (кюретки) під контролем зору.[4][7].

Розчинення (церуменолизис): метод туалету зовнішнього слухового проходу, заснований на введенні в зовнішній слуховий прохід речовин, що розм'якшують або розчиняють вушну сірку. Церуменолітики, що використовуються в домашніх умовах для видалення сірчаних пробок можна розділити на 5 груп: препарати на водній основі, на олійній основі, такі які не містять воду або олію, сурфактанти і перпарати, що розм'якшують і сприяють вилученню вушної сірки за рахунок вакууму.
1. Препарати на водній основі:
  - Натуральна морська вода (АКВА МАРІС ОТО, Audispray);
  - Розчинники
    - Хлорбутанол (Отинум);
    - Гліцерин (Гліцерин, Бахона краплі (лат. Guttae Bachoni), Краплі для вух En'jee);
    - Триетаноламін (Cerumenex)

  - Натрію гідрокарбонат (Перекис водню 3 %, краплі Бахона, Краплі для вух En'jee);

Механізм дії: ці препарати тільки розм'якшують вушну сірку і не вирішують проблему в разі щільної або великої сірчаної пробки, потребують механічного втручання[10].
2. Препарати на олійній основі
  - Парафін (Клин-Ірс);
  - Оливкова олія (Ваксол);
  - Норкове масло (Ремо-вакс);
  - Мигдалева олія (Cerustop);
  - Трояндова олія (лужна рідина (лат. Liquor alkalinus));
  - Суміш мигдалевої, арахісової і камфорної олій (Earex).

Механізм дії: змазують і пом'якшують вушну сірку, але не розщеплюють її компоненти. Терапевтичний ефект аналогічний препаратам на водній основі.
3. Не містять воду або олію:
  - Перекис карбаміду (Деброкс, Ауро, Е-Р-О, Мьюрайн і Дропс, Мьюрайн і Вокс Рімувл);

Механізм дії: пом'якшує вушну сірку. Терапевтичний ефект аналогічний препаратам на водній і олійній основі.
4. Сурфактанти: 
  - А-церумен

Механізм дії: сурфактанти, поверхнево активні речовини, що  «приклеюються» до поверхні сірчаної пробки і руйнують її за рахунок гідратації і клітинного лізису, таким чином, зменшують щільність сірчаної пробки і сприяють повному її розчиненню та усуненню з слухового проходу [6].
5. Розм'якшують і сприяють вилученню вушної сірки за рахунок вакууму: 
  - Фітосвічки, що складаються з бджолиного воску і ефірних олій.

Механізм дії: місцева теплова дія і м'яка вакуум-терапія. Їх застосування небезпечно у зв'язку з можливістю опіку зовнішнього слухового проходу і перфорації барабанної перетинки.[1]

## Профілактика
Профілактика утворення сірчаних пробок полягає в правильному туалеті вушної раковини. Для цього досить добре її протирати рушником після миття або кілька разів на місяць закапувати у вуха церуменолітичні препарати, наприклад, А-церумен. Застосування церуменолітичних препаратів — єдиний ефективний та безпечний спосіб профілактики сірчаних пробок у людей, які мають підвищений ризик їх утворення . Їх застосування доцільне, в тому числі, після перебування у запилених місцях або тривалого контакту з водою, а також при використанні слухового апарату, навушників або телефонної гарнітури.